# Unionville (Pennsilvània)
Unionville és una població dels Estats Units a l'estat de Pennsilvània. Segons el cens del 2000 tenia 313 habitants.

## Demografia
Segons el cens del 2000, Unionville tenia 313 habitants, 119 habitatges, i 91 famílies. La densitat de població era de 464,8 habitants/km².
Dels 119 habitatges en un 32,8% hi vivien nens de menys de 18 anys, en un 66,4% hi vivien parelles casades, en un 9,2% dones solteres, i en un 23,5% no eren unitats familiars. En el 19,3% dels habitatges hi vivien persones soles el 8,4% de les quals corresponia a persones de 65 anys o més que vivien soles. El nombre mitjà de persones vivint en cada habitatge era de 2,63 i el nombre mitjà de persones que vivien en cada família era de 2,97.
Per edats la població es repartia de la següent manera: un 25,2% tenia menys de 18 anys, un 6,4% entre 18 i 24, un 31,6% entre 25 i 44, un 23,6% de 45 a 60 i un 13,1% 65 anys o més.
L'edat mediana era de 37 anys. Per cada 100 dones de 18 o més anys hi havia 87,2 homes.
La renda mediana per habitatge era de 34.286$ i la renda mediana per família de 39.250$. Els homes tenien una renda mediana de 28.125$ mentre que les dones 26.250$. La renda per capita de la població era de 15.284$. Entorn del 9,9% de les famílies i el 13,5% de la població estaven per davall del llindar de pobresa.

## Poblacions més properes
El següent diagrama mostra les poblacions més properes.